# Station Gorinchem Noord
Station Gorinchem Noord (voorheen: Gorinchem Papland) is een gepland spoorwegstation aan de MerwedeLingeLijn in de plaats Gorinchem, in de Nederlandse provincie Zuid-Holland. Het station moet ter hoogte van industrieterrein Papland en het nabijgelegen Da Vinci College komen te liggen.
0: Elst ·
1: Vork ·
6: Valburg ·
11: Zetten-Andelst ·
15: Hemmen-Dodewaard ·
17: Opheusden ·
21: Kesteren ·
25: Schaapsteeg ·
27: Echteld ·
33: Tiel ·
35: Tiel Passewaaij ·
37: Wadenoijen ·
41: Utrechtsche Straatweg ·
45: Geldermalsen ·
51: Beesd ·
55: Rhenoy ·
58: Leerdam ·
66: Arkel ·
Gorinchem Noord ·
71: Gorinchem ·
73: Schelluinen ·
75: Giessen-Nieuwkerk ·
77: Boven Hardinxveld ·
78: Hardinxveld-Giessendam (1885) ·
79: Hardinxveld-Giessendam (1957) ·
80: Gasfabriek ·
Hardinxveld Blauwe Zoom ·
84: Sliedrecht ·
86: (Sliedrecht) Baanhoek ·
87: Sliedrecht Baanhoek ·
90: 't Visschertje ·
91: Dordrecht Stadspolders ·
94: Dordrecht
Alphen a/d Rijn ·
Arkel · 
Barendrecht · 
Bodegraven · 
Boskoop · 
-Snijdelwijk · 
Boven Hardinxveld · 
Capelle Schollevaar · 
De Vink · 
Delft · 
-Campus · 
Den Haag:
-Centraal · 
-HS ·
-Laan van NOI · 
-Mariahoeve · 
-Moerwijk · 
-Ypenburg · 
Dordrecht · 
-Stadspolders ·
-Zuid ·
Gorinchem · 
Gouda · 
-Goverwelle · 
Hardinxveld:
-Blauwe Zoom · 
-Giessendam · 
Hillegom · 
Lansingerland-Zoetermeer · 
Leiden:
-Centraal · 
-Lammenschans · 
Nieuwerkerk a/d IJssel · 
Rijswijk · 
Rotterdam:
-Alexander · 
-Blaak · 
-Centraal · 
-Lombardijen · 
-Noord · 
-Stadion · 
-Zuid · 
Sassenheim · 
Schiedam Centrum · 
Sliedrecht · 
-Baanhoek · 
Voorburg · 
Voorhout · 
Voorschoten ·
Waddinxveen · 
-Noord ·
-Triangel ·
Zoetermeer · 
-Oost · 
Zwijndrecht
Geplande stations:
Gorinchem Noord · Hazerswoude-Koudekerk · Schiedam Kethel
Voormalige stations: zie de lijst van voormalige spoorwegstations in Zuid-Holland